# Zouina Bouzebra
Zouina Bouzebra (sinh ngày 3 tháng 10 năm 1990) là một tay ném búa người Algérie.
Đầu sự nghiệp, cô đã tăng gấp đôi trong môn ném búa và bắn súng, giành hai huy chương tại Giải vô địch thiếu niên châu Phi 2009 và giành vị trí thứ bảy và thứ sáu tại Giải vô địch châu Phi 2010.
Chuyên về ném búa, cô đã về đích thứ sáu tại Giải vô địch châu Phi 2012, thứ năm tại Giải vô địch châu Phi 2014, thứ tư tại Đại hội Thể thao châu Phi 2015 và thứ năm tại Đại hội Thể thao châu Phi 2016. Cô cũng đã giành được một số huy chương tại Giải vô địch điền kinh Ả Rập, cuối cùng là một huy chương vàng năm 2017.
Cú ném tốt nhất của cô ấy là 62,63 mét, đạt được vào tháng 5 năm 2017 tại Cergy-Pontoise. Đây là kỷ lục của Algérie.